# 9M119 Svir/Refleks
O 9M119 Svir (Designação da OTAN: AT-11 ou Sniper) é o míssil antitanque guiado por laser da antiga União Soviética. Pode ser disparado por canhões de 125mm. Também foi produzido pela China para ser usado no tanque Type 99.

## Refleks
O Refleks é usado no T-90, no M-84AS sérvio e algumas variações dos tanques T-80 e T-84.
Também foi produzida pela República Popular da China, para utilização com o seu tanque Type 98. Ele também pode ser disparado a partir do armamento antitanque 2A45 Sprut-B.